# Hadban Enzahi
Hadban Enzahi (* 15. August 1952; † 22. Juli 1975) war ein auf dem Staatsgestüt El Zahraa nahe Kairo in Ägypten gezogener Originalaraberhengst. Hadban Enzahi war Ende der 1950er, Anfang der 1960er Jahre einer der Begründerhengste der ägyptisch gezogenen Vollblutaraber in Deutschland. Bis dahin wurde die Szene der Arabischen Vollblutzucht maßgeblich von den Vertretern der polnisch gezogenen Linien dominiert.

## Ankauf und Import
Im November 1955 reiste eine Ankaufskommission unter Leitung des damaligen Landoberstallmeisters Dr. Georg Wenzler nach Kairo zum Staatsgestüt El Zahraa mit dem Ziel des Ankaufs von Originalarabern für die Zucht des Haupt- und Landgestüts Marbach.
Zum Zeitpunkt der Ankaufsuntersuchung wurde El Zahraa von General Tibor von Pettkó-Szandtner geleitet, der vormals schon als Gestütskommandant die Leitung des ungarischen Staatsgestüts in Bábolna innehatte. Von Szandtner war einer der wenigen, die die Bedeutung der orientalischen Araberhengste für die europäischen Zuchten von Anfang anerkannt hatten.

„Der damals 20-jährige silberweiße Nazeer war das Edelste vom Edelsten. Er war sehr gut auf den Beinen, ein Netz von Adern war über seinen Körper gebreitet. Er war der Vater der beiden für Deutschland angekauften Hengste Hadban Enzahi und Ghazal.

...

Die Mutterstuten von El Zahraa waren eine herrliche Ansammlung von Elite-Arabern, eine Anhäufung von Schönheit und Adel.“

Gemeinsam mit seinem Halbbruder Ghazal wurde Hadban Enzahi nach Deutschland importiert.

## Zuchtgeschichte
In Marbach wurde Hadban Enzahi neunzehn Jahre in der Zucht eingesetzt. Er war einer der Topvererber des Gestüts und hinterließ eine Vielzahl von Nachkommen, die weltweit exportiert wurden und zahlreiche Preise für ihre Besitzer errangen.
Innerhalb dieser Zeit gelang es Hadban Enzahi, aus nur vier Mutterstuten eine fast zwanzigköpfige Stutenherde zu zeugen. Diese unter dem Namen die silberne Herde von Marbach bekannten Stuten galten weltweit lange Zeit als eine der besten und einheitlichsten Gruppen von Muttertieren in der Araberzucht.
Im Laufe der Zucht stellte man in Marbach fest, dass eine Kombination der beiden Hengste aus El Zahraa aussichtsreiche Nachzuchten bringt. So entstammen einige der besten Hadban-Enzahi-Nachkommen aus Ghazal-Töchtern. In seiner züchterischen Laufbahn brachte Hadban Enzahi insgesamt 70 eingetragene Töchter für die Zucht des Arabischen Vollblutpferdes.

### Stammbaum
| Vater Nazeer Schimmel 1939 | Mansour Schimmel 1921        | Gamil Manial Schimmel 1912     | Saklawi II Schimmel 1890         |
| Vater Nazeer Schimmel 1939 | Mansour Schimmel 1921        | Gamil Manial Schimmel 1912     | Dalal Schimmel 1903              |
| Vater Nazeer Schimmel 1939 | Mansour Schimmel 1921        | Nafaa El Saghira Schimmel 1910 | Meanagi Sbeyli 1900              |
| Vater Nazeer Schimmel 1939 | Mansour Schimmel 1921        | Nafaa El Saghira Schimmel 1910 | Nafaa El Kebira Schimmel 1905    |
| Vater Nazeer Schimmel 1939 | Bint Samiha Braun 1925       | Kazmeen Braun 1916             | Sotamm Braun 1910                |
| Vater Nazeer Schimmel 1939 | Bint Samiha Braun 1925       | Kazmeen Braun 1916             | Kasima Braun 1905                |
| Vater Nazeer Schimmel 1939 | Bint Samiha Braun 1925       | Samiha Fuchs 1918              | Samhan Fuchs 1905                |
| Vater Nazeer Schimmel 1939 | Bint Samiha Braun 1925       | Samiha Fuchs 1918              | Bint Hadba El Saghira Fuchs 1912 |
| Mutter Kamla Schimmel 1942 | Sheikh El Arab Schimmel 1933 | Mansour Schimmel 1921          | Gamil Manial Schimmel 1912       |
| Mutter Kamla Schimmel 1942 | Sheikh El Arab Schimmel 1933 | Mansour Schimmel 1921          | Nafaa El Saghira Schimmel 1910   |
| Mutter Kamla Schimmel 1942 | Sheikh El Arab Schimmel 1933 | Bint Sabah Braun 1925          | Kazmeen Braun 1916               |
| Mutter Kamla Schimmel 1942 | Sheikh El Arab Schimmel 1933 | Bint Sabah Braun 1925          | Sabah Fuchs 1920                 |
| Mutter Kamla Schimmel 1942 | Samha Schimmel 1931          | Baiyad Schimmel 1918           | Mabrouk Manial Schimmel 1912     |
| Mutter Kamla Schimmel 1942 | Samha Schimmel 1931          | Baiyad Schimmel 1918           | Bint Gamila Schimmel 1911        |
| Mutter Kamla Schimmel 1942 | Samha Schimmel 1931          | Bint Samiha Braun 1925         | Kazmeen Braun 1916               |
| Mutter Kamla Schimmel 1942 | Samha Schimmel 1931          | Bint Samiha Braun 1925         | Samiha Fuchs 1918                |

## Tod
Am 22. Juli 1975 verstarb Hadban Enzahi an den Folgen eines Hitzschlages. Zur Ehrung seiner Leistungen für das Gestüt wurde von ihm im Jahr 2002 von dem deutschen Künstler Ingo Koblischek eine lebensgroße Bronzestatue erstellt, die seitdem auf dem Gelände des Gestüts ausgestellt ist.